# Апостольский нунций в Швеции
Апостольский нунций в Королевстве Швеция — дипломатический представитель Святого Престола в Швеции. Данный дипломатический пост занимает церковно-дипломатический представитель Ватикана в ранге посла. Апостольская нунциатура в Швеции была учреждена на постоянной основе 1 августа 1982 года.
В настоящее время Апостольским нунцием в Швеции является архиепископ Юлий Мюрат, назначенный Папой Франциском 9 ноября 2022 года.

## История
Апостольская делегатура в Скандинавии была учреждена 1 марта 1960 года, бреве «Apostolici muneris» папы римского Иоанна XXIII. Её юрисдикция распространялась в отношении следующих стран Северной Европы: Исландия, Швеция, Норвегия, Финляндия и Дания. Резиденцией апостольской делегатуры был Копенгаген — столица Дании.
Апостольская нунциатура в Швеции была учреждена 1 августа 1982 года, бреве «Quantum denique» папы римского Иоанна Павла II. Резиденцией апостольского нунция в Швеции является Стокгольм — столица Швеции. Апостольский нунций в Швеции, по совместительству, исполняет функции апостольского нунция в Дании, Исландии, Норвегии и Финляндии.

## Апостольские нунции в Швеции
- Луиджи Беллотти — (2 октября 1982 — октябрь 1985, в отставке);
- Анри Леметр — (31 октября 1985 — 28 марта 1992 — назначен апостольским нунцием в Нидерландах);
- Джованни Чейрано — (20 августа 1992 — 27 февраля 1999, в отставке);
- Пьеро Биджо — (27 февраля 1999 — 16 октября 2004, в отставке);
- Джованни Тонуччи — (16 октября 2004 — 18 октября 2007 — назначен архиепископом-прелатом Лорето);
- Эмиль-Поль Шерриг — (26 января 2008 — 5 января 2012 — назначен апостольским нунцием в Аргентине);
- Хенрик Юзеф Новацкий — (28 июня 2012 — 6 апреля 2017, в отставке);
- Джеймс Патрик Грин — (6 апреля 2017 — 30 апреля 2022, в отставке);
- Юлий Мюрат — (9 ноября 2022 — по настоящее время).